# محمد آئودو
محمد آئودو (انگلیسی: Mohamed Aoudou؛ زادهٔ ۳۰ نوامبر ۱۹۸۹) بازیکن فوتبال اهل بنین است.
از باشگاه‌هایی که در آن بازی کرده است می‌توان به باشگاه فوتبال شباب بلوزداد و باشگاه فوتبال ایسترا ۱۹۶۱ اشاره کرد.
وی همچنین در تیم ملی فوتبال بنین بازی کرده است.